# Clyno

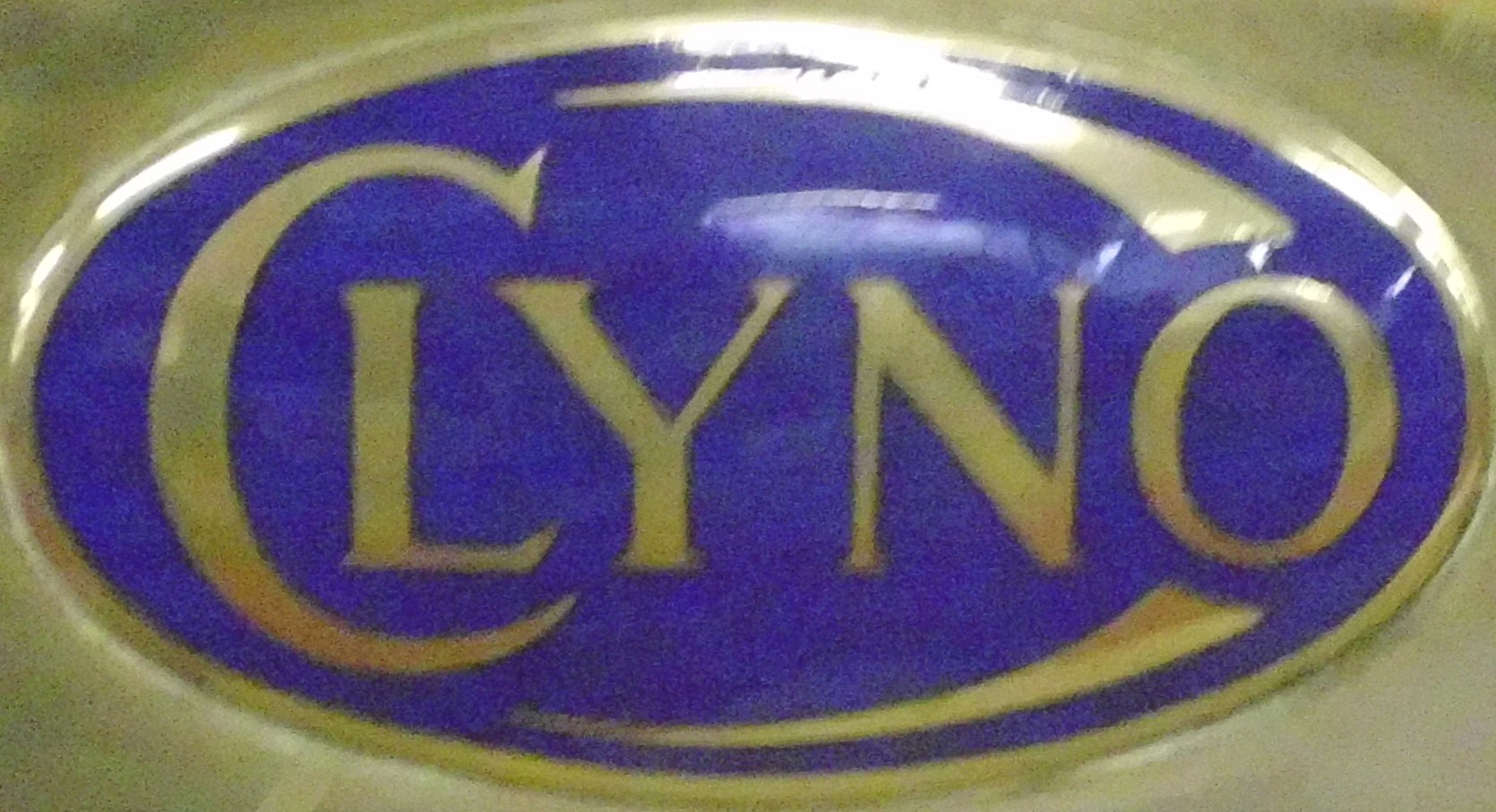
Emblem

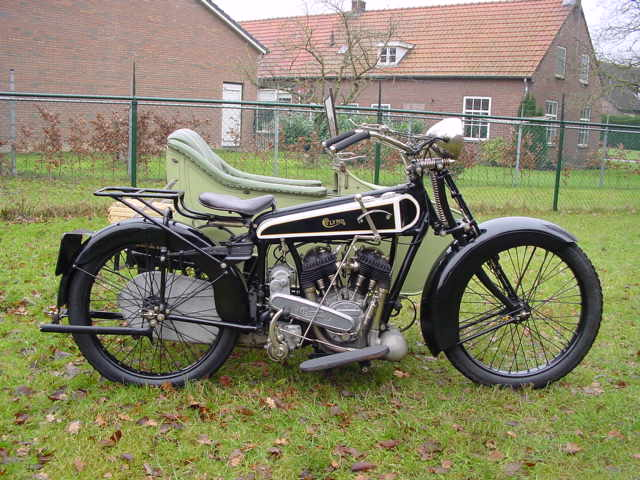
Motorrad von 1921

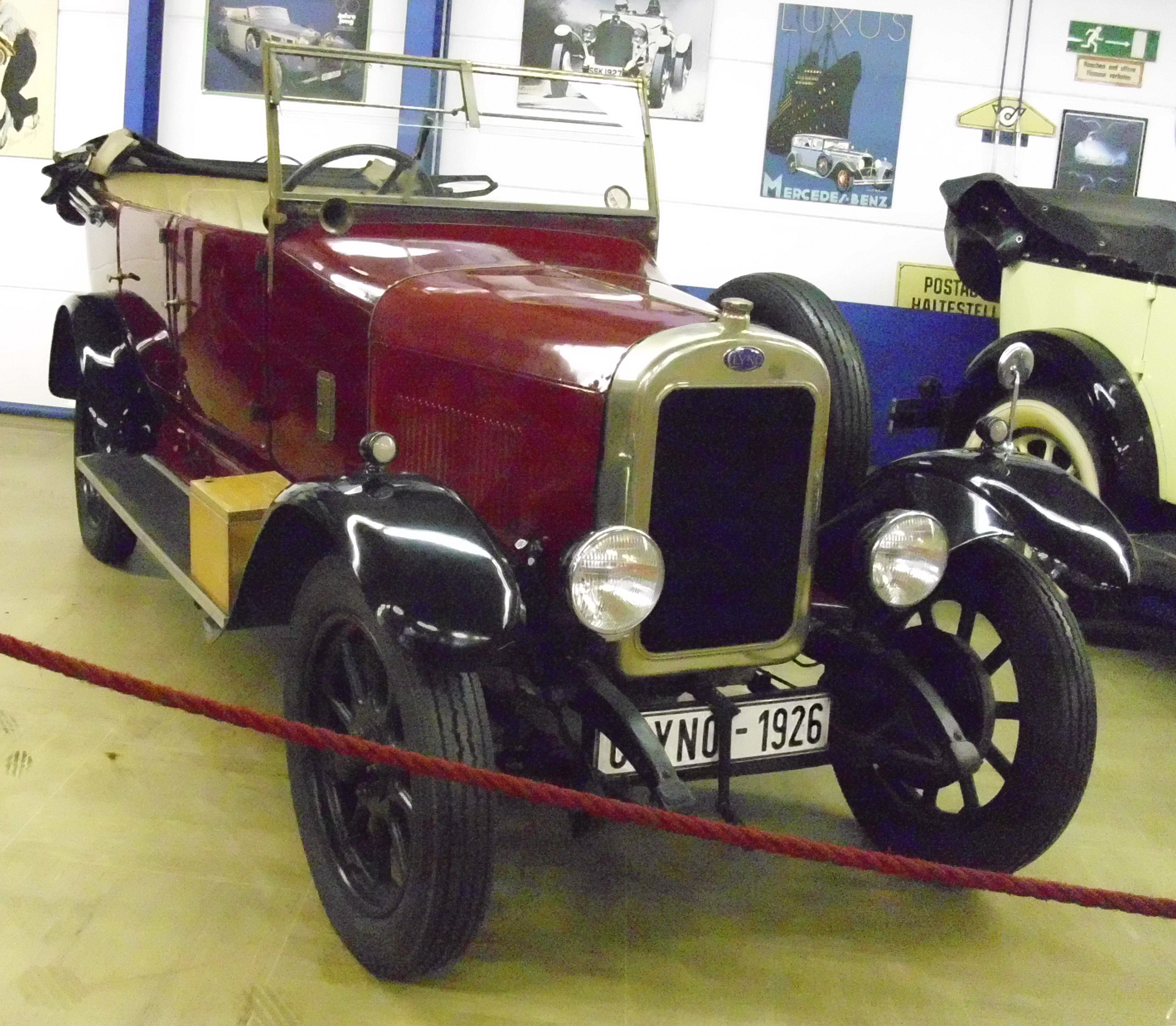
Clyno 10.8 HP von 1926

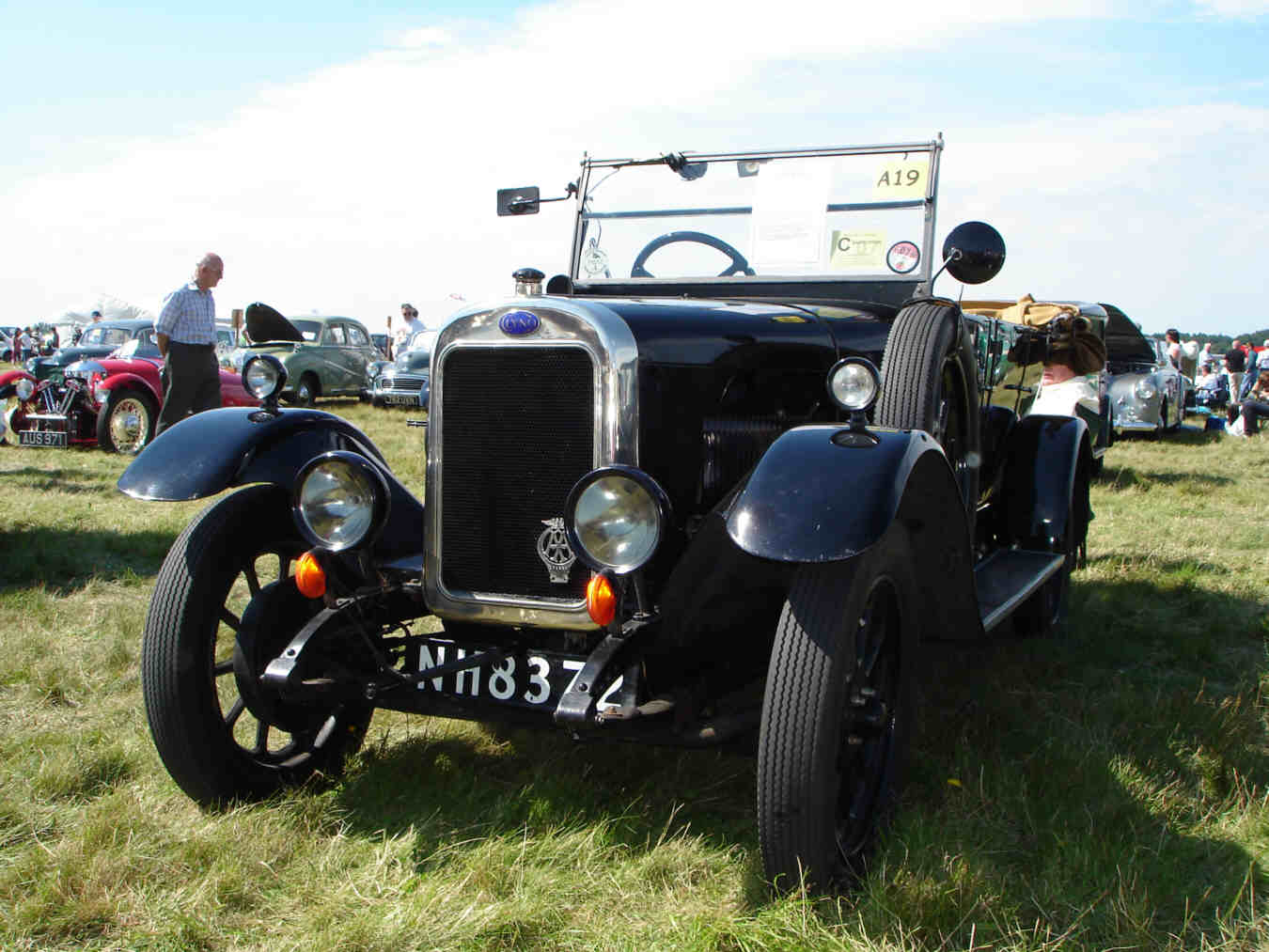
Clyno 12 hp von 1927

Die Clyno Engineering Company Ltd, gegründet von Frank Smith, entwickelte sich in den 1920er-Jahren von einem Motorradhersteller zum Automobilhersteller und war 1926 der drittgrößte Automobilproduzent Großbritanniens.
Die in der Pelham Street in Wolverhampton ansässige Firma stellte von 1922 bis 1929 mehr als 40.000 Autos her.

## Clyno-Getriebe
Es handelte sich dabei um stufenlos verstellbare Riemengetriebe für den Einsatz in der Industrie und später auch bei Motorrädern. Die Rollen wurden 1909 von den Cousins Frank und Ailwyn Smith in ihrer Firma Clyno Engineering Company in Thrapston (Northamptonshire) hergestellt.

## Motorräder
1910 wurden komplette Motorräder mit Stevens-Motoren gebaut. Stevens ging 1910 in die freiwillige Liquidation und die Cousins Smith kauften dessen Fabrik in der Pelham Street in Wolverhampton. 1912 breiteten sie sich in die angrenzende, ehemalige Humber-Fahrradfabrik aus. Im Ersten Weltkrieg erhielt die Firma viele Bestellungen über Motorradgespanne mit Vickers-Maschinengewehren. Mit dem Wachsen der Automobilherstellung gab man 1923 den Motorradbau auf.

## Automobile
Das erste und wichtigste Automodell, der 10.8, der von A. G. Booth konstruiert wurde, hatte einen seitengesteuerten Vierzylindermotor mit 1368 cm³ Hubraum von Coventry Climax mit Vergaser von Cox Atmos und manuellem Dreiganggetriebe. Anfangs gab es kein Differential, das aber bald nachgerüstet wurde. Ab 1926 hatte der Wagen serienmäßig Vierradbremsen. Die Fahrzeuge waren für ihre Zuverlässigkeit und Wirtschaftlichkeit bekannt. Es entstanden ca. 35.000 Exemplare, einschließlich einiger Sportversionen und luxuriöser Royal-Modelle.
Ein etwas größeres Modell, der 13 (später 12/28), das aber immer noch den gleichen Radstand von 2667 mm besaß, wurde 1924 eingeführt. Er hatte einen Motor aus eigener Fertigung mit 69 mm Bohrung (3 mm mehr als der 10.8) und dem gleichen Hub von 100 mm. Dies ergab einen Hubraum von 1496 cm³. Ca. 8000 Stück entstanden.
Eine neue Fabrik in Bushbury, einem Vorort von Wolverhampton, kam 1927 dazu, und mit ihr zwei neue Modelle. Der 12/35 hatte eine auf 69,5 mm aufgebohrte Maschine (1593 cm³ Hubraum), vermutlich, um dem höheren Gewicht größerer Karosserien Rechnung zu tragen, wenn auch die meisten Aufbauten wohl aus Kunstleder waren.
Der letzte Wagen war der kleine 9 mit Kunstleder-Karosserie und 951 cm³-Motor. Die Century-Ausführung (später mit dem Spitznamen „Cemetery“, dt.: Friedhof, versehen) war ein Versuch, ein Auto für nur £ 100 herzustellen, aber darunter litt die Qualität und die Weltwirtschaftskrise ließ die Verkaufszahlen zusammenbrechen, zumal es ernstzunehmende Konkurrenz vom Austin 7 und vom Morris Minor gab.
Die Firma machte noch einen Rettungsversuch und baute den Prototyp eines Reihenachtzylindermotors, der aber nie zur Serienreife kam.

### PKW-Modelle
| Typ               | Motor                                    | ca. Fertigung | Baujahr   | Preis                                      | Bemerkungen                                                                                             |
| ----------------- | ---------------------------------------- | ------------- | --------- | ------------------------------------------ | --- |
| 10.8, 11 und 11.9 | 1368-cm³-Coventry-Climax-SV-Vierzylinder | ca. 35.000    | 1922–1928 | £ 152 (1928) Tourenwagen                   | Konuskupplung, separates Dreiganggetriebe, ab 1926 Vierradbremsen, erste Wagen hatten kein Differential |
| 12, 13 und 12/28  | 1496-cm³-SV-Vierzylinder                 | 8000          | 1923–1927 | £ 215 Fahrgestell                          | Clyno-Getriebe                                                                                          |
| 12/35             | 1593-cm³-SV-Vierzylinder                 | 2000          | 1928      | £ 157                                      | 12-Volt-Elektrik                                                                                        |
| 9                 | 951-cm³-SV-Vierzylinder                  | 300           | 1928      | £ 145 Tourenwagen, 4 Sitze £ 160 Limousine | Dreiganggetriebe mit dem Motor verblockt, Weymann-Karosserie                                            |

## Niedergang
Die Haupthändler waren die Gebrüder Rootes, die schließlich versuchten, die Firma zu kaufen. Ab 1928 entschieden sie sich aber, sich auf Hillman zu konzentrieren, was zum Niedergang von Clyno führte.
1929 musste Clyno Konkurs anmelden und die Reste wurden von der in Birmingham ansässigen Firma R. H. Collier aufgekauft.